# Rapporto Rasmussen
Rapporto Rasmussen
(Norman C. Rasmussen)
WASH-1400, Reactor Safety Study
Presidential Commission on Catastrophic Nuclear Accidents 
Ufficialmente noto come "WASH-1400", è un rapporto pubblicato nel 1975 dalla Nuclear Regulatory Commission (autorità di controllo nucleare statunitense) e redatto da una commissione di esperti presieduta dal prof. Norman Rasmussen; è pertanto noto come Rapporto Rasmussen. 
Esso si compone da un'analisi delle varie possibilità di incidente e delle conseguenze che ne scaturiscono in reattori ad acqua leggera.
L'analisi in questione si pronuncia sulla probabilità che avvenga un incidente nucleare. In particolare viene esplicitata la probabilità che si abbia la fusione del nocciolo (il più grave tipo di incidente che si può verificare in una centrale elettronucleare). Tale probabilità è indicata come 1/20000 per reattore all'anno. Anche in verificarsi di un tale incidente, la probabilità che ci siano rilasci significativi di materiale radioattivo nell'ambiente esterno è di 1/100. Per cui in totale la probabilità di un meltdown nucleare con contaminazione esterna, per questo tipo di reattori, sarebbe di 1/1000000 cioè l'evento dovrebbe verificarsi solo una volta in un milione di anni.
Le conclusioni del rapporto precedono di soli pochi anni Three Mile Island, che ne ha rappresentato la prima falsificazione.